# Violeta Parra
Violeta del Carmen Parra Sandoval (San Carlos, 4 oktober 1917 - La Reina bij Santiago, 5 februari 1967), zuster van Nicanor Parra, was een Chileense folkloriste en beeldend kunstenaar. Ze was lid van de bekende Parra-familie.

## Biografie
Ze legde de basis voor La Nueva Canción Chilena (Nederlands: Het nieuwe Chileense lied), dat zijn basis kent in de Chileense volksmuziek. Ze zorgde voor vernieuwing en blies het nieuw leven in.
La Nueva Canción Chilena werd in de jaren 60 en vroege jaren 70 de muzikale stem van de sociaal-politieke beweging in Chili, die zijn invloed kreeg tot ver buiten Chili. Andere vertegenwoordigers van deze muziekstroming zijn haar zoon Ángel en dochter Isabel, Víctor Jara, Patricio Manns, Rolando Alarcón en de muziekgroepen Quilapayún, Inti-Illimani en Los Jaivas.
In 1966 nam ze haar laatste album op, Las Últimas Composiciones, met daarop het lied Gracias a la Vida (que me ha dado tanto) (Nederlands: Bedankt voor het leven dat me zo veel heeft gegeven). Kort daarna maakte ze een eind aan haar leven. Een verbroken relatie met haar grote liefde, de Zwitserse muzikant Gilbert Favre, was hier debet aan.
Gracias a la vida is het bekendste lied van Parra geworden en vertolkt door velen. Zo namen Mercedes Sosa, Joan Baez en Plácido Domingo het lied op in hun repertoire.

## Trivia

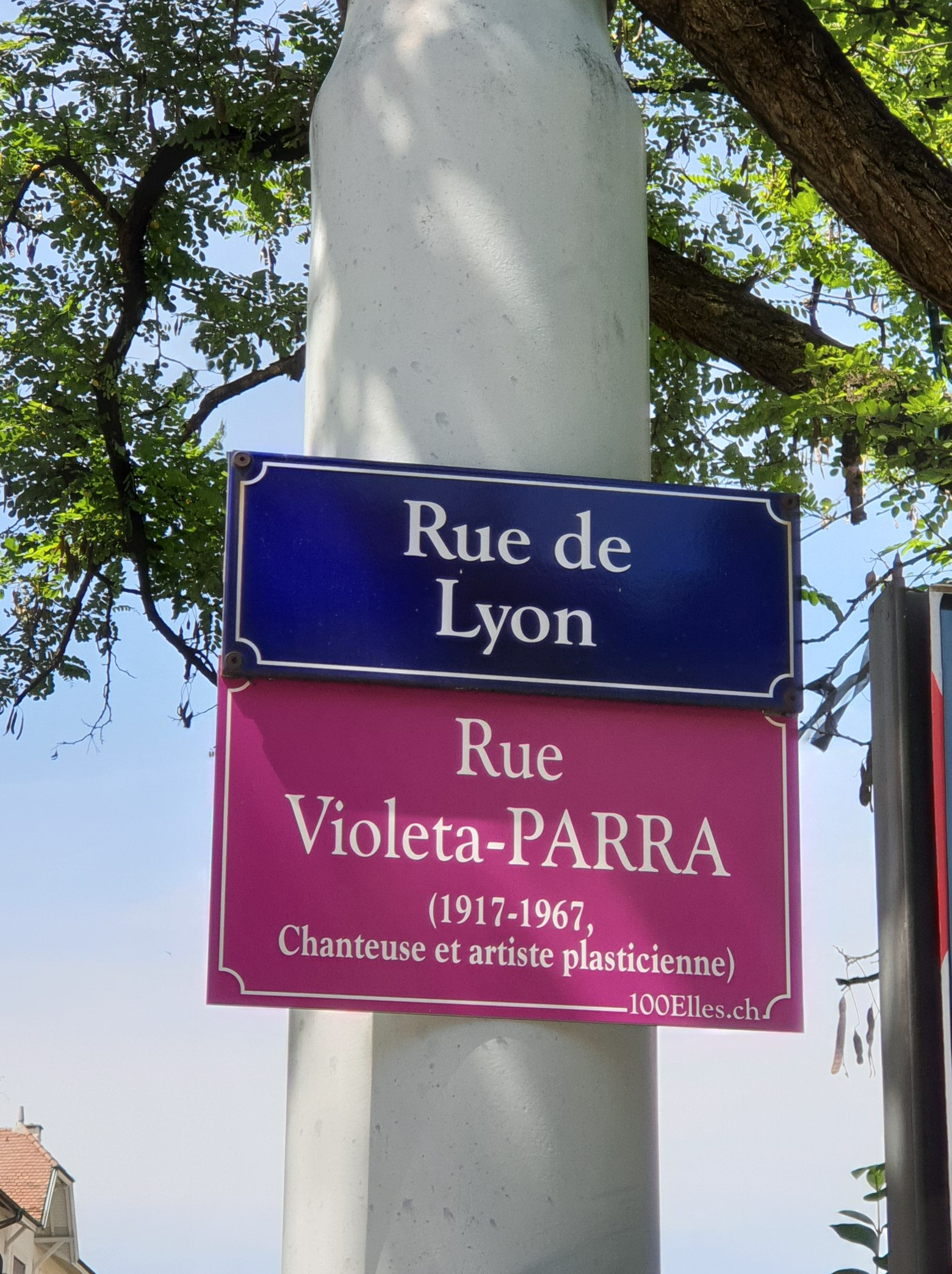
Alternatief straatnaambord van de actie 100Elles* in Genève, 2019.

- In 2019 werd in Genève door de actie 100Elles* een alternatief straatnaambord opgericht ter ere van Violeta Parra.

## Discografie
- Chants et danses du Chili. Vol. 1 (1956)
- Chants et danses du Chili. Vol. 2 (1956)
- Violeta Parra, Canto y guitarra. El Folklore de Chile, Vol. I (1956)
- Violeta Parra, acompañada de guitarra. El Folklore de Chile, Vol. II (1958)
- La cueca presentada por Violeta Parra: El Folklore de Chile, Vol. III. (1958)
- La tonada presentada por Violeta Parra: El Folklore de Chile, Vol. IV. (1958)
- Toda Violeta Parra: El Folklore de Chile, Vol. VIII (1960)
- Violeta Parra, guitare et chant: Chants et danses du Chili. (1963)
- Recordandeo a Chile (Una Chilena en París). (1965)
- Carpa de la Reina (1966)
- Las últimas composiciones de Violeta Parra (1967)

- Bibsys: 90816748
- Biblioteca Nacional de Chile: 000040499
- Biblioteca Nacional de España: XX1061145
- Bibliothèque nationale de France: cb134789395 (data)
- Catàleg d'autoritats de noms i títols de Catalunya: 981058617355606706
- CiNii: DA01910190
- Gemeinsame Normdatei: 118789732
- International Standard Name Identifier: 0000 0000 8169 2678
- Library of Congress Control Number: n79077233
- Nationale Bibliotheek van Letland: 000342075
- MusicBrainz: bb92cd9f-0446-42bb-adc7-b6f7c5bea2e3
- Bibliotheek van het Japanse parlement: 00472764
- Nationale Bibliotheek van Tsjechië: xx0080180
- Nationale bibliotheek van Australië: 35410123
- Nationale Bibliotheek van Israël: 987007401992305171
- Nationale Bibliotheek van Polen: a0000002988787
- Nationale en Universitaire bibliotheek Zagreb: 000103654
- Nederlandse Thesaurus van Auteursnamen: 075190281
- Réseau des bibliothèques de Suisse occidentale: 02-A003671952
- RKD-Nederlands Instituut voor Kunstgeschiedenis: 316132
- LIBRIS: 295502
- SNAC: w66x73j2
- Système universitaire de documentation: 028866266
- Trove: 942679
- Union List of Artist Names: 500621566
- Virtual International Authority File: 98832002
- WorldCat: E39PBJjt9HVjC7RqHTPvdbQ8YP